# تودویک
تودویک (به انگلیسی: Todwick) یک روستا و محله مدنی در بریتانیا است که در کلان‌شهر مستقل راترهام واقع شده‌است. تودویک ۱٬۶۳۴ نفر جمعیت دارد.